# Dominik Piccilli
Dominik Hinko Piccilli bio je ustaški pukovnik i zapovjednik radne službe logora III Jasenovac. Postao je poznat po izgradnji Piccillijeve peći, krematorija koji je postojao u okviru koncentracijskog logora Jasenovac.

## Životopis
Po struci je bio građevinski inženjer, rodom iz Požege, talijanskog podrijetla. Stupio je u Ustaški obrambeni zdrug 1942. i postao je zapovjednik radne službe logora III Jasenovac.
Piccilli ne samo da boravio samo u Jasenovcu, već je predvodio delegaciju ustaša u logoru Tenja kraj Osijeka, gdje su bili internirani slavonski Židovi. Uspio je uvjeriti neke obrtnike da s obiteljima dođu u logor Jasenovac zbog poslova u radionicama. Dana 18. kolovoza 1942. stiglo je 200 do 300 Židova i svi su pobijeni po dolasku, o čemu svjedoče logoraši :"U drugom slučaju, vidio sam oko dvadeset pet zatvorenika obješenih, a jedna žena među njima je imala malu djecu u logoru. Tijekom vješanja njena djeca su plakala pred njom i hvatala je za suknju, ali je Piccilli šutnuo tu šestogodišnju djevojčicu tako jako da joj je njegova čizma razbila lubanju“"
Bio je zapovjednik logora Ciglana-III do travnja 1944. godine, kada je došao Dinko Šakić. Prema svjedočenjima logoraša, osobno je konstruirao od peći za proizvodnju i pečenje cigle primitivni krematorij u kojemu su između veljače i svibnja 1942. spaljivani živi i ubijeni zatočenici.
Zajedno s bivšim zapovednicima logora III Jasenovac Ljubom Milošem, Dinkom Šakićem i Miroslavom Filipovićem-Majstorovićem radi zatiranja tragova zločina organizirao je spaljivanje ubijenih i umrlih logoraša. Sudjelovao je i u ubijanju preostalih logoraša tijekom travnja 1945. godine.
Poslije završetka rata na tlu Jugoslavije 15. svibnja 1945. godine, pobjegao je u Italiju i gubi mu se svaki trag.

## Vanjske poveznice
- JUSP Jasenovac – Dominik Hinko Piccilli